# 中歐自由貿易協定

CEFTA的旗幟

中歐自由貿易協定（Central European Free Trade Agreement，簡稱：CEFTA）是中歐到東南歐的一個自由貿易區。

## 历史
中歐自由貿易協定是在冷戰結束後，於1992年12月21日在波蘭克拉科夫簽訂，由維謝格拉德集團（波蘭、捷克斯洛伐克、匈牙利）成員國組成。
之後在1996年，斯洛維尼亞加入；1997年，羅馬尼亞加入；1998年，保加利亞加入；2002年，克羅埃西亞加入；2006年，馬其頓加入。其後於1995年9月11日在捷克布爾諾，2003年7月4日在斯洛維尼亞布萊德對條文內容進行了修訂。
2024年之前，科索沃曾由联科特派团（UNMIK）代表其利益加入该协定，但在2024年10月23日，经过科索沃政府与该特派团代表协商，决定正式作为成员国加入该协定，取代UNMIK代表席位。

## 成員
| 成員國或實體 | 成員國或實體 | 加入年 | 退出年 | 加入欧盟 |
| ------------ | ------------ | ------ | ------ | -------- |
| 北馬其頓     | 北馬其頓     | 2006年 | —      | 候选国   |
|              |              | 2007年 | —      | —        |
| 摩尔多瓦     | 摩尔多瓦     | 2007年 | —      | —        |
| 塞爾維亞     | 塞爾維亞     | 2007年 | —      | 候选国   |
| 蒙特內哥羅   | 蒙特內哥羅   | 2007年 | —      | 候选国   |
| 阿尔巴尼亚   | 阿尔巴尼亚   | 2007年 | —      | 候选国   |
| 科索沃       | 科索沃       | 2024年 | —      | —        |

### 前成員國
| 前成員國     | 前成員國   | 加入年 | 退出年 | 加入欧盟 |
| ------------ | ---------- | ------ | ------ | -------- |
| 波蘭         | 波蘭       | 1992年 | 2004年 | 2004年   |
| 匈牙利       | 匈牙利     | 1992年 | 2004年 | 2004年   |
| 捷克斯洛伐克 | 捷克       | 1992年 | 2004年 | 2004年   |
| 捷克斯洛伐克 | 斯洛伐克   | 1992年 | 2004年 | 2004年   |
| 斯洛維尼亞   | 斯洛維尼亞 | 1996年 | 2004年 | 2004年   |
| 羅馬尼亞     | 羅馬尼亞   | 1997年 | 2007年 | 2007年   |
| 保加利亚     | 保加利亚   | 1999年 | 2007年 | 2007年   |
|              |            | 2003年 | 2013年 | 2013年   |

## 加盟条件
2005年以前的條件
- 世界貿易組織的成員國
- 歐洲聯盟的候選國，正在進行入盟談判
- 與CEFTA締結自由貿易協定

現在的條件
- 世界貿易組織的成員國或完全遵守世界貿易組織的規章
- 與歐盟訂立有條約的國家
- 與CEFTA締結了自由貿易協定

## 與歐盟關係
CEFTA的舊成員國最終全部加入了歐盟，因此實際上CEFTA成為了正式加入歐盟之前的一個階段。目前的塞尔维亚、黑山、阿爾巴尼亞和馬其頓也是歐盟加盟候選國。